# أوفيليا (قمر)
أوفيليا (بالإنجليزية: Ophelia) هو قمر طبيعي لأورانوس. اكتشف من الصور التي التقطها فوياجر 2 في 20 كانون الثاني 1986 التعيين المؤقت له S/1986 U 8. ولم يتم رصده مجددًا حتى استطاع مرصد هابل الفضائي من رصده عام 2003. سمي القمر بالاسم أوفيليا نسبة إلى شخصية أوفيليا في مسرحية هاملت لويليام شكسبير ابنة بولونيوس، كما يعرف أيضا بأورانوس السابع.
يبلغ نصف قطر مداره 21 كيلومتر والبياض الهندسي له 0.08 ولا يعرف الكثير عنه تقريبا. في الصور الملتقطة لأوفيليا، يظهر ككائن ممدود، والمحور الرئيسي يتجه نحو أورانوس. كروي هو 0.7 ± 0.3 .
أوفيليا قمر راعي للحافة الخارجية للحلقة ابسيلون.